# 细叶海南水锦树
细叶海南水锦树（学名：Wendlandia merrilliana var. parvifolia）为茜草科水锦树属下的一个变种。